# A Bell for Adano
A Bell for Adano é um filme de guerra estadunidense de 1945 dirigido por Henry King e estrelado por John Hodiak e Gene Tierney. Foi adaptado do romance homônimo de 1944 de John Hersey, que ganhou o Prêmio Pulitzer.
O romance de Hersey também foi a base para a peça da Broadway de Paul Osborn em 1945, A Bell for Adano, estrelado por Fredric March. Em 2 de junho de 1956, a CBS transmitiu uma versão televisionada da história de Hersey, estrelada por Barry Sullivan e Anna Maria Alberghetti e dirigida por Paul Nickell, e em 15 de novembro de 1967, o Hallmark Hall of Fame transmitiu uma versão estrelada por John Forsythe e Murray Hamilton e dirigida por Mel Ferrer.

## Elenco
- Gene Tierney como Tina Tomasino
- John Hodiak como Major Victor P. Joppolo
- William Bendix como Sargento Borth
- Glenn Langan como Tenente Crofts Livingstone
- Richard Conte como Nico
- Stanley Prager como Sargento Trampani
- Henry Morgan como Capitão N. Purvis
- Monty Banks como Giuseppe
- Reed Hadley como Comandante Robertson
- Roy Roberts como Coronel W. W. Middleton
- Hugo Haas como Padre Pensovecchio
- Marcel Dalio como Zito
- Fortunio Bonanova como Chefe de Polícia Gargano
- Henry Armetta como Errante
- Roman Bohnen como Carl Erba
- Luis Alberni como Cacopardo
- Eduardo Ciannelli como Major Nasta